# 橫城郡
橫城郡（：／ Hoengseong gun */?）韩国江原道下属的一个郡，位于江原道中部。与京畿道接壤。面积997.82平方公里。人口47,362人。当地盛产韩牛，销往全国。建有风力发电站。

## 历史
1895年命名为横城。1979年5月1日由邑升为郡。1983年2月15日，原城郡書院面的一部分編入橫城郡。

## 下级行政区

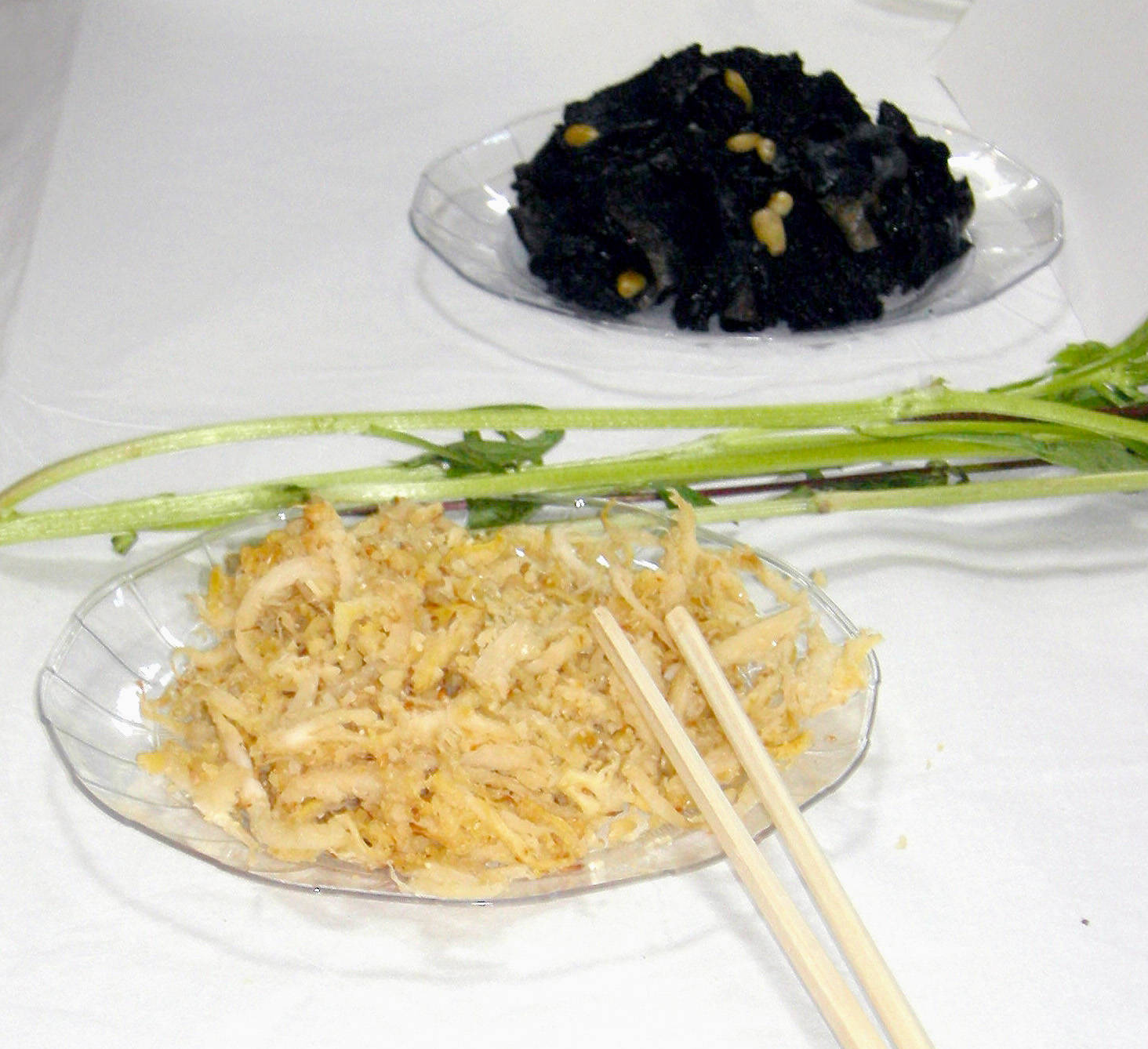
Deodeok muchim, a Korean salad made from C. lanceolata

- 횡성읍（橫城邑）
- 우천면（隅川面）
- 안흥면（安興面）
- 둔내면（屯內面）
- 갑천면（甲川面）
- 청일면（晴日面）
- 공근면（公根面）
- 서원면（書院面）
- 강림면（講林面）

## 标志
- 树：榉
- 花：牡丹
- 鸟：苍鹭

## 气候
山区内陆西南地区的位置在气候上反映出来。有一个广泛的季节性的温度差异。有史以来的最高气温记录37.0℃于1990年8月7日，最低为-29.8℃于1927年12月31日，这是有史以来在韩国录得的最寒冷的5个温度之一。

## 人口
该地人口呈下降趋势。以致学校收不到多少学生。一些学校关闭。当地政府宣布提供学生学费。

## 森林公园
当地多森林，有4个森林渡假村正在运作。森林有天然林和人工林。林中有鹿，野猪，兔子等动物。

## 姐妹地区
- 中华人民共和国临海
- 大韓民國瑞草区

## 交通
有原州机场，中央高速公路 ，嶺東高速公路。 